# 수전 해스컬
수전 해스컬(Susan Haskell, 1968년 6월 10일 ~ )은 캐나다의 배우이다.

## 출연 작품
- 굿 셰퍼드 (2006)
- 노 터닝 백 (2001)
- 스마트 하우스 (1999)
- 사랑이라면 이들처럼 (1996)
- 패스트 포워드 (1995)
- 엄밀한 일 (1991)
- 원 라이프 투 리브 (1968)